# Az Év Bortermelője díj

Magyarország borvidékei, melyeken a bortermelő borászok tevékenykednek:
1 Sopron (Soproni borvidék)
2 Nagy-Somló (Nagy-Somlói borvidék)
3 Zala (Balatonmelléki borvidék)
4 Balaton-felvidék (Balaton-felvidéki borvidék)
5 Badacsony (Badacsonyi borvidék)
6 Balatonfüred-Csopak (Balatonfüred-Csopaki borvidék)
7 Balatonboglár (Balatonboglári borvidék)
8 Pannonhalma (Pannonhalmai borvidék)
9 Mór (Móri borvidék)
10 Etyek-Buda (Etyek-Budai borvidék)
11 Ászár-Neszmély (Ászár-Neszmélyi borvidék)
12 Tolna (tolnai borvidék)
13 Szekszárd (Szekszárdi borvidék)
14 Pécs (Pécsi borvidék (Mecsek-alja))
15 Villány (Villányi borvidék)
16 Hajós-Baja (Hajós-Bajai borvidék)
17 Kunság (Kunsági borvidék)
18 Csongrád (Csongrádi borvidék)
19 Mátra (Mátrai borvidék)
20 Eger (Egri borvidék)
21 Bükk (Bükki borvidék)
22 Tokaj Tokaji borvidék

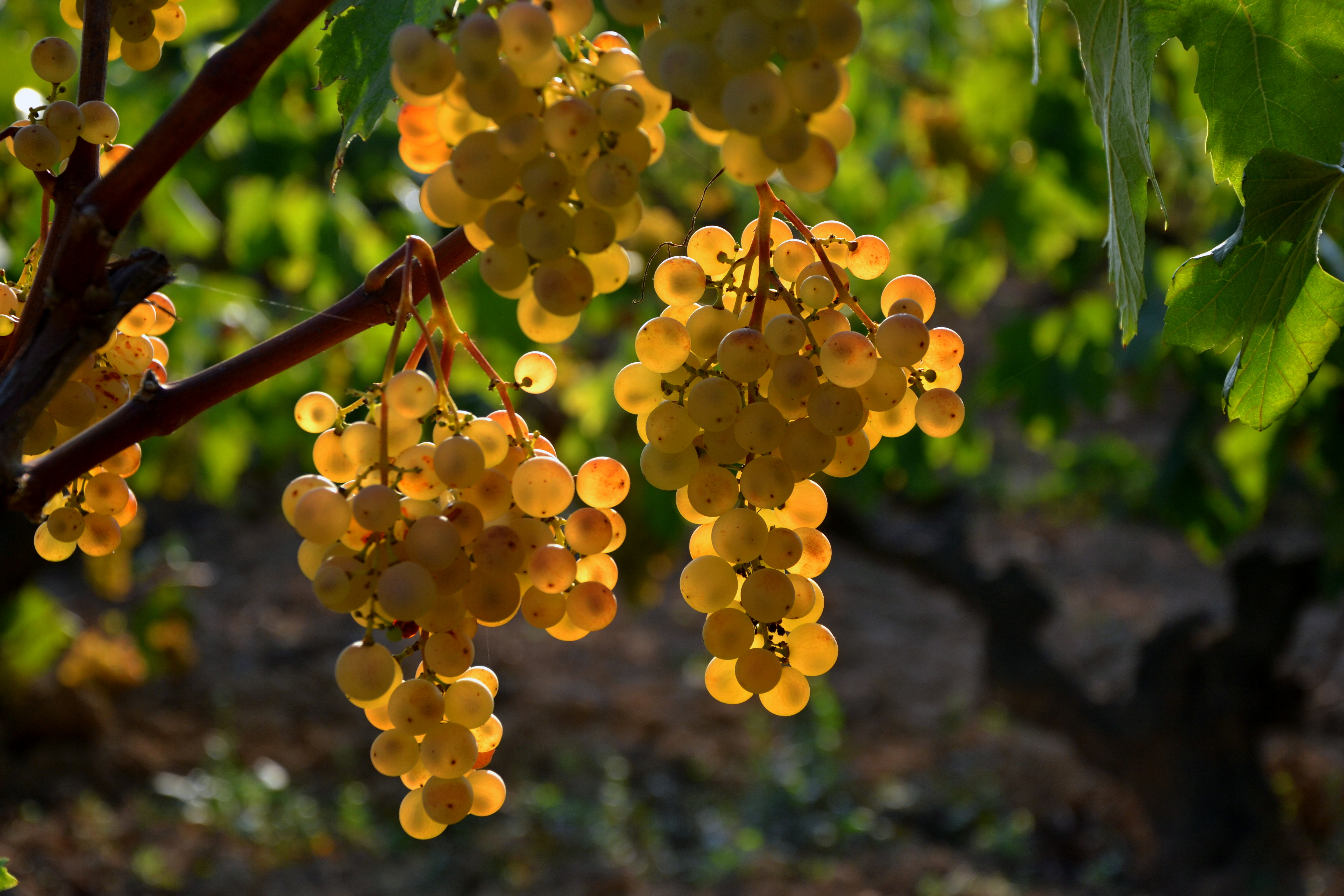
Szüretelőkre várnak az érett szőlőfürtök

Az Év Bortermelője Magyarországon cím a magyar borászszakma legrangosabb kitüntetése, amelyet a Magyar Bor Akadémia ítél oda évente. A köznapi nyelvben az év borásza nevet is használják rá. A cím hivatalos neve: „ÉV BORTERMELŐJE MAGYARORSZÁGON”.
A Hét Borbírák Rendje 1991-ben határozta el, hogy egy minőségi bort termelő borász többéves szakmai munkájának elismerésére, évente kiadható díjat alapít. A Magyar Bor Akadémia, a hazai a szőlő-és bortermelés legnagyobb szakmai szervezete 1996-ban vette át a díj odaítélését. Kezdetben széles körű szavaztatással ítélték oda – a szakma első körben jelöltlistát szavazott meg, majd a második körben kiválasztották a győztest. 2000 óta szűkebb, változó összetételű szakmai grémium dönt.
2002 óta egy másik díj is csatlakozik hozzá, Az év pincészete díj.

## Az év bortermelője
- 1991 Tiffán Ede (Villányi borvidék)
- 1992 Báthori Tibor (Etyek–Budai borvidék)
- 1993 Vesztergombi Ferenc (Szekszárdi borvidék)
- 1994 Gere Attila (Villány–Siklósi borvidék)
- 1995 Thummerer Vilmos (Egri borvidék)[1]
- 1996 Polgár Zoltán (Villány–Siklósi borvidék)[2]
- 1997 Bock József (Villány–Siklósi borvidék)
- 1998 Gál Tibor (Egri borvidék)[3]
- 1999 Kamocsay Ákos (Ászár–Neszmélyi borvidék)
- 2000 Figula Mihály (Balatonfüred–Csopaki borvidék)
- 2001 Szepsy István (Tokaji borvidék)
- 2002 Malya Ernő (Etyek–Budai borvidék)
- 2003 Árvay János (Tokaj-hegyaljai borvidék)
- 2004 Takler Ferenc (Szekszárdi borvidék)
- 2005 Vincze Béla (Egri borvidék) [4][5][6][7][8]
- 2006 Garamvári Vencel (Balatonboglári borvidék)
- 2007 Frittmann János (Kunsági borvidék)
- 2008 Konyári János (Balatonboglári borvidék)
- 2009 Lőrincz György - St. Andrea (Egri borvidék)
- 2010 Légli Ottó (Balatonboglári borvidék)[9]
- 2011 Vida Péter (Szekszárdi borvidék)[10]
- 2012 Áts Károly (Tokaj-hegyaljai borvidék)[11]
- 2013 Gálné Dignisz Éva (Kunsági borvidék)[12]
- 2014 Dúzsi Tamás (Szekszárdi borvidék)[13]
- 2015 Szöllősi Mihály (Neszmélyi borvidék)[14]
- 2016 Mészáros Pál (Szekszárdi borvidék)[15]
- 2017 Szőke Mátyás (Mátrai borvidék)[16][17]
- 2018 Balla Géza (Arad-hegyaljai borvidék)
- 2019 Koch Csaba (Hajós-Bajai borvidék)
- 2020 Borbély Tamás (Badacsonyi borvidék)[18]
- 2021 Pühra Beáta dr. (Etyek–Budai borvidék)
- 2022 Figula Mihály (Balatonfüred–Csopaki borvidék)
- 2023 Günzer Tamás (Villány–Siklósi borvidék)
- 2024 Liptai Zsolt (Pannonhalmi borvidék)

## Az év pincészete
- 2002 Szőlőskert Rt.
- 2003 Tokaj Oremus Szőlőbirtok
- 2004 Hilltop Neszmély Rt.
- 2005 Disznókő Szőlőbirtok
- 2006 Garamvári Szőlőbirtok
- 2007 Bock Pince

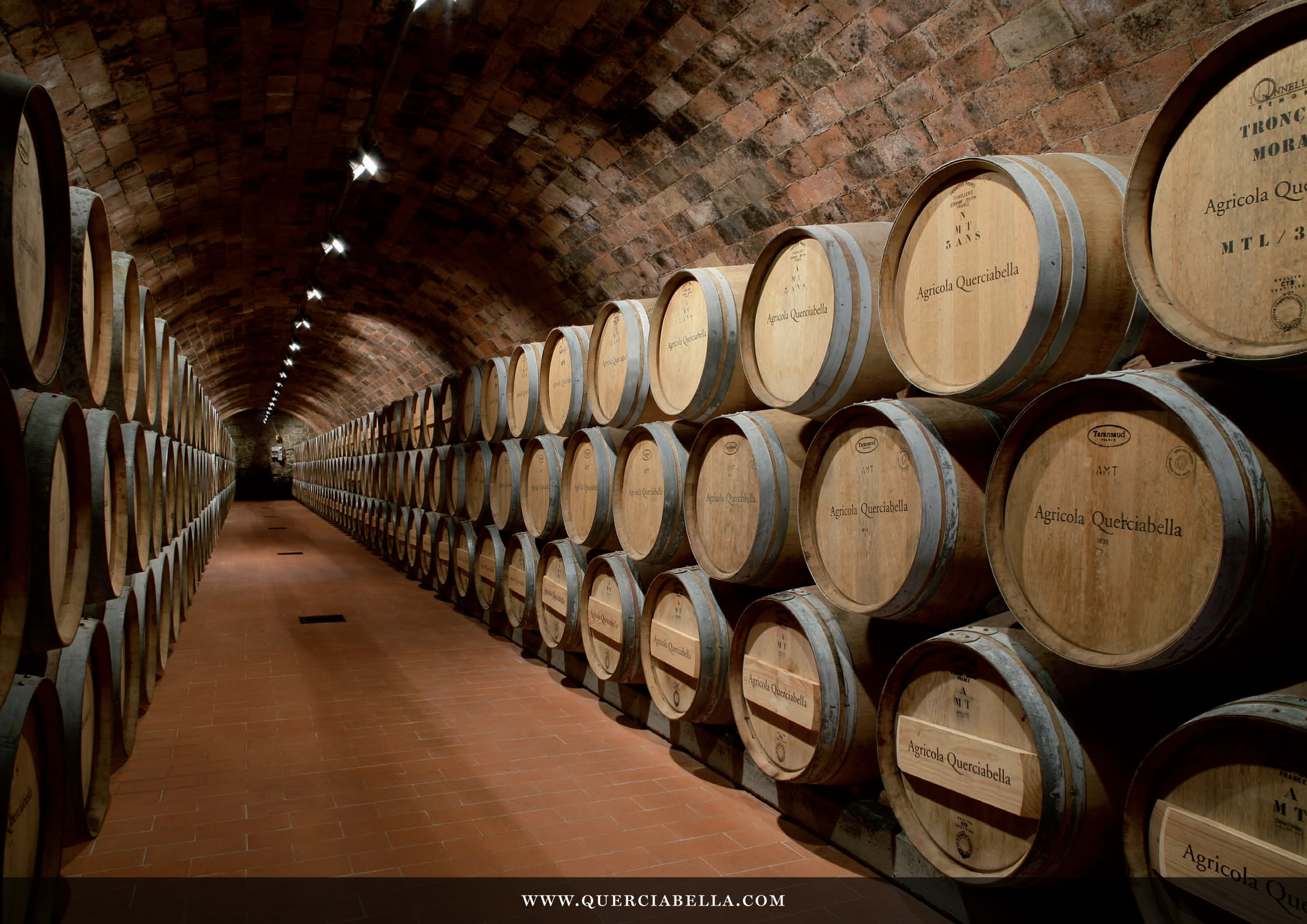
Barrique hordók

- 2008 Vylyan Szőlőbirtok és Pincészet[19]
- 2009 Szöllősi Mihály Szőlőbirtok (Neszmélyi borvidék)
- 2010 Pannonhalmi Apátsági Pincészet[20]
- 2011 Thummerer Pince
- 2012 Mészáros Borház[21]
- 2013 IKON Borászat[22]
- 2014 Koch Borászat (Hajós–Bajai borvidék)[23]
- 2015 Frittmann Borászat (Kunsági borvidék)[24]
- 2016 Patricius Borház (Tokaji borvidék)[25]